# Фридрих II (герцог Австрии)
Фридрих II Воитель (нем. Friedrich II der Streitbare; около 1210— 15 июня 1246) — герцог Австрии и Штирии c 1230 года, последний представитель династии Бабенбергов. В правление Фридриха II Австрия превратилась в фактически независимое от империи территориальное герцогство, одно из наиболее могущественных в Германии.

## Биография
Фридрих II был младшим сыном Леопольда VI, герцога Австрии и Штирии, и Феодоры Ангелины, дочери (или племянницы) византийского императора Исаака II. Он родился около 1210 года. После смерти отца в 1230 году Фридрих II, как единственный оставшийся в живых сын, унаследовал герцогства Австрия и Штирия.
Правление Фридриха II прошло в постоянных войнах и восстаниях. Уже в 1230 году в Австрии вспыхнуло восстание министериалов во главе с родом Куэнригеров против авторитарной власти герцога, а в страну вторглись чешские войска. Чехи сожгли Кремс и опустошили северо-австрийские земли. Лишь с большим трудом Фридриху II удалось подавить восстание, а в 1233 году герцог совершил ответное вторжение в Чехию.
В следующем году на Австрию напала Венгрия: армия Эндре II дошла до Вены, но затем была вынуждена отступить. В начале 1236 года Фридрих со своей стороны предпринял вторжение в Венгрию.
Фридрих II — первый австрийский монарх, который практически не участвовал в делах Священной Римской империи, проводя полностью независимую политику в интересах самой Австрии. Он не подчинялся требованиям императора и отказывался принимать участие в заседаниях органов власти империи. Это вызвало конфликт с императором Фридрихом II. Император в 1235 — начале 1236 года неоднократно вызывал герцога Австрии на суд для рассмотрения выдвинутых против обвинений, но тот игнорировал все требования императора.
В июне 1236 году император объявил опалу австрийскому герцогу и конфисковал его владения в Австрии и Штирии. В Австрию вторглась немецкая армия, которая в 1237 году заняла Вену. Сам император Фридрих II пребывал в Вене с января до середины апреля 1237 года. Герцогу удалось захватить церковные сокровища и укрыться в замке Винер-Нойштадт. Тем временем император провозгласил в Вене своего сына Конрада новым германским королём и объявил Вену имперским свободным городом и предоставил её горожанам широкие права самоуправления и торговые привилегии, чем обеспечил себе поддержку венского купечества. Однако основные интересы императора лежали в Италии, поэтому вскоре основная часть имперских войск покинула Австрию. Этим воспользовался герцог Фридрих II, вступивший в союз с папой римским, Баварией, Чехией и Венгрией. К 1239 году ему удалось отвоевать свои владения и заключить мир с императором, испытывавшим серьёзные проблемы в Италии.
После восстановления власти Фридриха II, в Австрии наблюдалось некоторое укрепление государства. Герцог отказался вернуть Венгрии Мошон и Шопрон, полученные за помощь в отражении Западного похода монголов в 1241 году, а также разорвал переговоры с Чехией о династическом союзе. Против чешско-венгерского блока сложился союз Австрии с империей: в 1245 году состоялись переговоры герцога и императора в Вероне, на которых император обещал Фридриху Крайну и королевский титул, а взамен должен был жениться на семнадцатилетней племяннице герцога Гертруде. Однако девушка отказалась выходить замуж за пятидесятилетнего императора и переговоры сорвались. Тем не менее, в 1245 году Фридрих II вторгся в Крайну и, с согласия её номинального правителя патриарха Аквилеи, подчинил маркграфство своей власти.

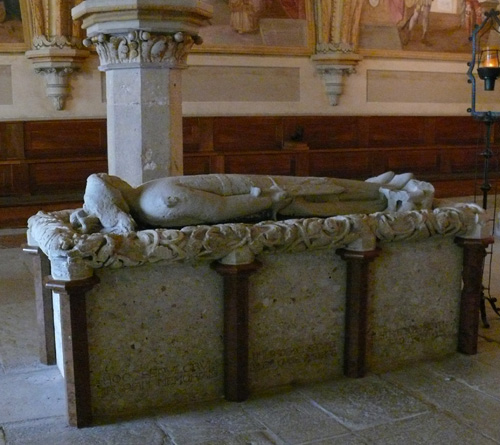
Гробница Фридриха II

Укрепление власти герцога вызвало ответные действия со стороны его соседей: в 1246 году в Австрию вступили чешские и венгерские войска. В сражении на реке Лейта австрийцы одержали победу, но сам герцог Фридрих погиб.
Со смертью Фридриха II угасла династия Бабенбергов, правящая в Австрии с 976 года. Из Бабенбергов в живых осталось лишь двое женщин: Маргарита, сестра Фридриха и вдова короля Генриха VII Гогенштауфена, и Гертруда, дочь Генриха Бабенберга, старшего брата Фридриха II. Гертруда в 1246 году вышла замуж за Владислава Моравского, сына чешского короля Вацлава I.
Согласно «Privilegium Minus» 1156 года в случае отсутствия наследников мужского пола престол Австрии должен был передаваться по женской линии. Владислав Моравский немедленно выдвинул свои претензии, однако воспользоваться своим правом не успел, неожиданно скончавшись в январе 1247 года. Тем временем император, в нарушение «Privilegium Minus», объявил Австрию вымороченным леном и ввёл свои войска в герцогство, вступив в Вену. Вдовствующая герцогиня Гертруда со своими сторонниками бежала в Венгрию и просила защиты у римского папы Иннокентия IV. Под давлением папы римского Гертруда вышла в середине 1248 года замуж за маркграфа Бадена Германа VI, который был признан папой герцогом Австрии и Штирии (14 сентября 1248 года).

## Браки
- (разв. 1229) София Ласкарис, византийская принцесса (возможно, дочь Феодора I, императора Никейской империи)
- (1229, разв. 1240) Агнесса Меранская, дочь Оттона I, герцога Меранского и пфальцграфа Бургундского